# Roger Scruton
Roger Vernon Scruton, výslovnost [skrutn] (27. února 1944, Buslingthorpe – 12. ledna 2020, Brinkworth) byl britský filosof, estetik, politolog, spisovatel a hudebník. Byl zastáncem a typickým představitelem konzervatismu. Vystudoval filozofii na Jesus College v Cambridgi, kde získal doktorát. Od roku 1971 do roku 1992 vyučoval a byl profesorem estetiky na Birkbeck College of London. Následně do své smrti působil jako hostující profesor na Bostonské universitě a Univerzitě v St. Andrews. Scruton uměl také česky.

## Vztah k Československu

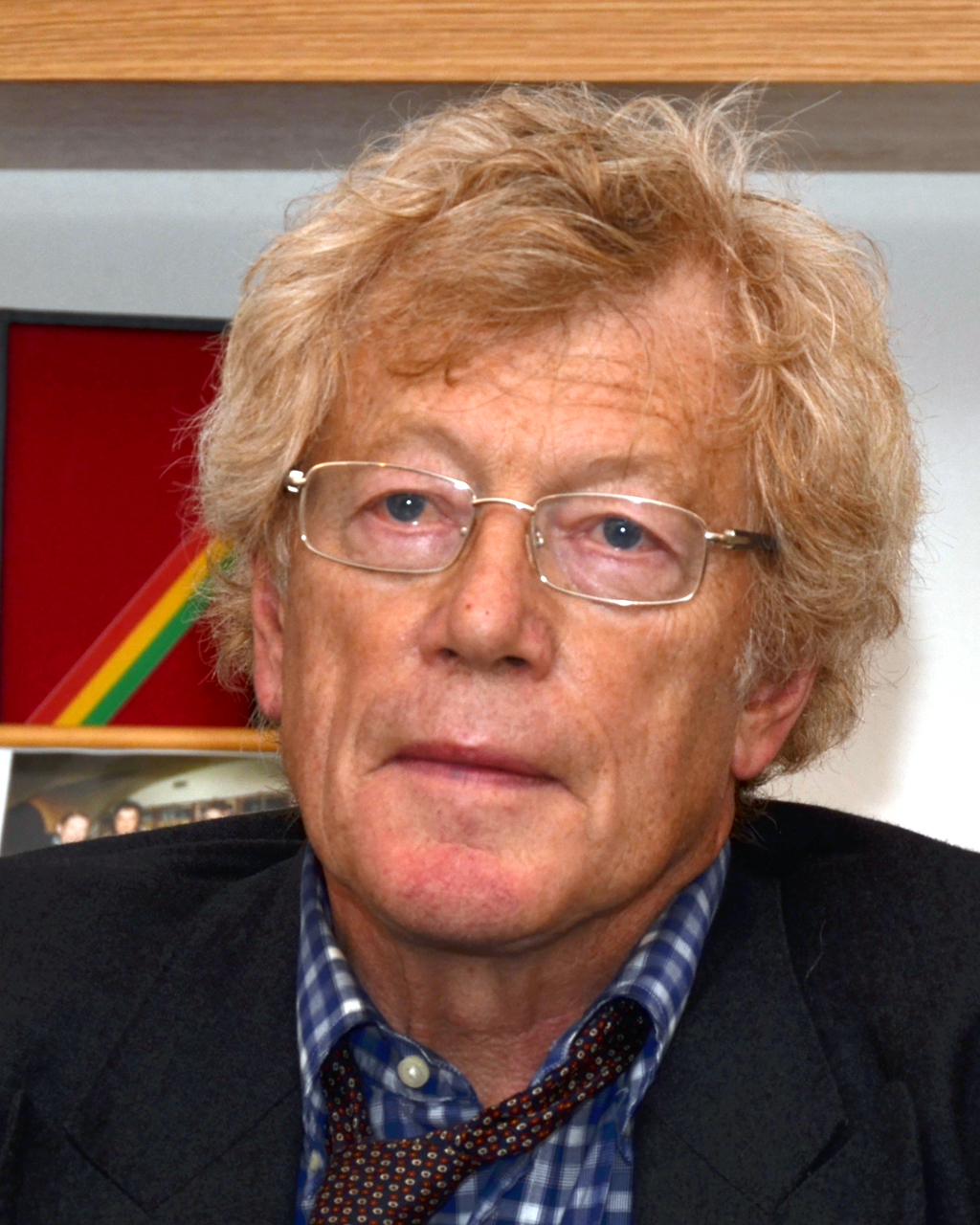
Roger Scruton (2015), Praha

Roger Scruton se od roku 1979 také podílel na činnosti tzv. „podzemní univerzity“ během komunistického režimu v tehdejším Československu. Spolu s mnoha dalšími kolegy ze zahraničí vedl bytové semináře v Praze, Brně a Bratislavě pro ty, jimž režim neumožnil studium na vysokých školách. V roce 1985 byl z Československa vypovězen, do země se mohl vrátit až po Sametové revoluci v roce 1990. Byl také členem českého PEN klubu a Společnosti pro vědy a umění. Patřil též mezi zakladatele Vzdělávací nadace Jana Husa.

## Údajný antisemitismus
V dubnu 2019 byl na základě zmanipulovaného rozhovoru, který pro levicový časopis New Statesman sepsal novinář George Eaton, odvolán z (neplacené) funkce předsedy vládní komise. Eaton vytrhl Scrutonova slova o vlivu George Sorose v Maďarsku z kontextu tak, aby vyzněla antisemitsky, následně jej označil též za islamofoba a xenofoba. Eaton si následně vyfotil selfie s lahví šampaňského, jak slaví Scrutonovo odvolání. Magazín se následně, co na něj vyvolal tlak Douglas Murray, aby zveřejnil celou nahrávku rozhovoru, za křivá obvinění omluvil. Britský deník The Guardian následně obhajoval stanovisko, že se Roger Scruton nestal obětí „levicového honu na čarodějnice“ i z toho důvodu, že své názory může svobodně veřejně publikovat. Článek nicméně poukázal na to, že Scrutonovy výroky nebyly antisemitské a údajně xenofobní výroky o Číňanech poukazovaly na konformitu vyžadovanou autoritářskou čínskou vládou.

## Podpora a návrat do vládní komise
Čeští protikomunističtí disidenti Daniel Kroupa, Pavel Bratinka, Ivan M. Havel či Petr Pithart vyjádřili Scrutonovi podporu a Alexandr Vondra jej pozval, aby přijel přednášet na univerzitu v Česku. Scruton se nakonec v červenci na svou pozici vrátil. Podíl na návratu měl i britský spisovatel Douglas Murray.

## Nemoc
V srpnu 2019 Scruton oznámil, že se léčí s rakovinou, jíž 12. ledna 2020 ve věku 75 let podlehl.

## Dílo
Roger Scruton byl autorem řady knih o filozofii, estetice, umění, napsal i prozaická a hudební díla. Publikoval množství článků v časopisech (The Spectator, The Encounter), denících (The Times) a byl šéfredaktorem čtvrtletníku konzervativního myšlení The Salisbury Review.

### Filosofie
- 1974 – Art And Imagination [Umění a fantazie]
- 1979 – The Aesthetics Of Architecture [Estetika architektury]
- 1981 – The Short History of Modern Philosophy [Krátké dějiny novověké filosofie]
- 1982 – Kant
- 1983 – The Aesthetic Understanding [Estetické porozumění]
- 1985 – Spinoza
- 1986 – Sexual Desire [Sexuální touha]
- 1990 – The Philosopher On Dover Beach [Filosof na pláži v Doveru]
- 1996 – An Intelligent Person's Guide To Philosophy [Průvodce inteligentního člověka po filosofii]
- 1997 – The Aesthetics Of Music [Estetika hudby]
- 2010 – Beauty [Krása]

### Politika
- 1980 – The Meaning Of Conservatism [Smysl konzervatismu]
- 1981 – The Politics Of Culture and Others Essays [Kulturní politika a jiné eseje]
- 1982 – A Dictionary Of Political Thought [Slovník politického myšlení]
- 1987 – A Land Held Hostage: Lebanon and the West [Země jako rukojmí: Libanon a Západ]
- 1985 – Thinkers Of The New Left [Myslitelé Nové levice]

### Beletrie
- 1981 – Fortnight's Anger [Čtrnáctidenní hněv]
- 1991 – Francesca
- 1991 – A Dove Descending and Other Stories [Snášející se holubice a jiné příběhy]
- 1993 – Xanthippic Dialogues [Xantipovské rozhovory]

### Uspořádal
- 1988 – Conservative Thoughts [Konzervativní myšlenky]
- 1988 – Conservative Thinkers [Konzervativní myslitelé]
- 1992 – Conservative Texts [Konzervativní texty]

### Ostatní
- 1987 – Untimely Tracts [Nečasová pojednání]
- 1998 – An Intelligent Person's Guide to Modern Culture [Průvodce inteligentního člověka po moderní kultuře]
- 1998 – On Hunting
- 1998 – Ed. Town and Country [Město a venkov]
- 2000 – England; An Elegy

### Vyšlo v Česku
- Slovník politického myšlení. Brno: Atlantis, [1991]. Prameny. ISBN 80-7108-013-6.
- Smysl konzervatismu. Praha: TORST, 1993. ISBN 80-85639-10-6.
- Kant. Praha: Argo, 1996. Osobnosti. ISBN 80-85794-92-6.
- Slovník politického myšlení. Brno: Atlantis, 1999. ISBN 80-7108-184-1.
- Krátké dějiny novověké filosofie. Brno: Barrister & Principal, 1999. Studium. ISBN 80-85947-29-3.
- Idea university. Praha: Občanský institut, 2002. Bulletin OI. č. 132.
- Průvodce inteligentního člověka po moderní kultuře. Praha: Academia, 2002. ISBN 80-200-1013-0.
- Průvodce inteligentního člověka filosofií. Brno: Barrister & Principal, 2003. Studium. ISBN 80-85947-91-9.
- Estetické porozumění: eseje o filozofii, umění a kultuře. Brno: Barrister & Principal, 2005. Studium. ISBN 80-85947-92-7.
- Krátké dějiny novověké filosofie: od Descarta k Wittgensteinovi. Brno: Barrister & Principal, 2005. Studium. ISBN 80-85947-93-5.
- Imigrace, multikulturalismus a nutnost bránit národní stát. Praha: Občanský institut, 2006. Bulletin OI. č. 181. ISBN 80-86972-08-9.
- O potřebnosti národů. Brno: Centrum pro studium demokracie a kultury, 2011, 87 s. ISBN 978-80-7325-245-8.

## Ocenění
Jako uznání jeho přínosu české vědě a vzdělanosti mu byl v roce 2004 (u příležitosti jeho 60. narozenin) udělen čestný doktorát Masarykovy univerzity v Brně. Prezident Václav Havel mu udělil medaili Za zásluhy. U příležitosti 30. výročí Sametové revoluce mu byla v listopadu 2019 Jaroslavem Kuberou udělena Stříbrná pamětní medaile Senátu. Stalo se tak na slavnostní večeři na pražském Žofíně, kterou pořádal Alexandr Vondra a europoslanci z frakce Evropských konzervativců a reformistů (ECR). V roce 2021 obdržel in memoriam čestné občanství města Brna.
Po Scrutonovi má být pojmenována ulice v Praze na Rohanském ostrově.